# Chadumanahalli, Gudibanda
Chadumanahalli là một làng thuộc tehsil Gudibanda, huyện Kolar, bang Karnataka, Ấn Độ.